# 1999 videójátékai

## Események/Megjelent játékok

### Megjelenések
- január 31. – Sid Meier’s Alpha Centauri (PC)
- január 31. – Silent Hill (PS)
- február 8. – Mario Party (N64)
- február 28. – Star Wars: X-Wing Alliance (PC)
- március 6. – Simutrans (PC)
- március 16. – EverQuest (PC)
- március 31. – RollerCoaster Tycoon (PC)
- április 10. – Warzone 2100 (PC)
- április 15. – Biomotor Unitron (Neo Geo Pocket Color)
- április 27. – Super Smash Bros. (N64)
- április 30. – Baldur's Gate: Tales of the Sword Coast (PC)
- április 30. – Star Wars: Episode I Racer (N64, PC)
- április 30. – Pokémon Stadium (N64)
- június 1. – Heroes of Might and Magic III: The Restoration of Erathia (PC)
- június 10. – Racing Lagoon – (PS)
- június 14. – Descent 3 (PC)
- június 18. – Counter-Strike (PC)
- június 30. – Kingpin: Life of Crime (PC)
- július 31. – Outcast (PC)
- augusztus 11. – System Shock 2 (PC)
- augusztus 27. – Command & Conquer: Tiberian Sun (PC)
- augusztus 31. – Final Fantasy VIII – (PS)
- augusztus 31. – Tony Hawk's Pro Skater (PS)
- szeptember 7. – Sonic Adventure (DC)
- szeptember 8. – Soul Calibur (DC)
- szeptember 30. – Age of Empires II: The Age of Kings (PC)
- október 11. – Jet Force Gemini (N64)
- október 31. – Half-Life: Opposing Force (PC)
- október 31. – Ultima IX: Ascension (PC)
- október 31. – Donkey Kong 64 (N64)
- november 9. – RollerCoaster Tycoon: Corkscrew Follies (PC)
- november 11. – Medal of Honor (PS)
- november 15. – Homeworld (PC)
- november 26. – Unreal Tournament (DC, PC, PS2)
- december 1. – Imperium Galactica II (PC)
- december 2. – Quake III Arena (PC)
- december 12. – Planescape: Torment (PC)
- december 31. – Battlezone II: Combat Commander (PC)